# Ordre de l'Étoile noire
Pour les articles homonymes, voir Ordre de l'Étoile et Étoile noire.
L'ordre de l'Étoile noire est institué à Porto-Novo le 1er décembre 1889 par le roi Toffa, roi de Porto-Novo. Approuvé et reconnu par le gouvernement français le 30 juillet 1894, après établissement des nouveaux statuts du 30 août 1892, accordant cette distinction à tous ceux qui travaillent au développement de l'influence française à la côte occidentale d'Afrique.

## Historique
Les grades de l'ordre de l'Étoile noire sont décernés de 1889 à 1963, date à laquelle il est remplacé par l’ordre national du Mérite. Il compte cinq classes : grand-croix, commandeur avec plaque, commandeur, officier, chevalier.
À la suite du décret no  63-1196 du 3 décembre 1963 portant sur la création de l'ordre national du Mérite, l'ordre de l'Étoile noire est dissous comme 15 autres ordres ministériels et coloniaux. Ces ordres ministériels et coloniaux font l'objet d'un arrêt d'attribution ou de promotion et sont considérés désormais « éteints », mais les titulaires actuels survivants des grades et dignités continuent à jouir des prérogatives y étant attachées.

## Grades

Chevalier
Officier
Commandeur
Commandeur avec plaque
Grand-croix